# 大圣公路
大圣公路（又称「县道561線」、「X561線」）是中國廣東省江门市的一條公路，這條公路经过新会、鹤山、开平和恩平四地，起點為新会大泽镇，連接十水公路，終點為恩平沙湖镇圣元村，与赤马公路連接，全長77.601公里，全线大部分路段为双向单线行车。